# Maria Soave Alemanno
Maria Soave Alemanno (Nardò, 15 aprile 1972) è una politica italiana, deputata alla Camera nella XVIII legislatura della Repubblica Italiana, eletta con il Movimento 5 Stelle per poi passare nel 2022 ad Italia Viva.

## Biografia
Nata a Nardò, dove ha conseguito il diploma di ragioniere all'Istituto Tecnico Commerciale Ezio Vanoni nel 1991 ed è tutt'ora residente, ha sempre lavorato come impiegata amministrativa in compagnie assicurative ed è sposata e ha una figlia.
Alle elezioni politiche del 2018 si candida alla Camera dei deputati nel collegio uninominale Puglia - 08 (Nardò) per il Movimento 5 Stelle (M5S), risultando eletta deputata ottenendo il 39,84% dei voti e superando i candidati del centro-destra, in quota Lega, Andrea Caroppo (33,59%) e del centro-sinistra Sergio Blasi (18,35%). Nella XVIII legislatura della Repubblica è stata componente della 10ª Commissione Attività produttive, commercio e turismo, della 6ª Commissione Finanze in sostituzione del viceministro degli affari esteri Emanuela Del Re nel governo Conte II e del ministro per i rapporti col Parlamento Federico D'Incà nel governo Draghi, della Giunta delle elezioni, del Comitato per le incompatibilità, le ineleggibilità e le decadenze, del Comitato consultivo sulla condotta dei deputati e della Commissione parlamentare d'inchiesta sulla tutela dei consumatori e degli utenti, di cui ha ricoperto l'incarico di vicepresidente, oltre ad essere segretario e delegata d'aula del gruppo parlamentare M5S a Montecitorio.
Il 16 luglio 2022, durante la crisi del governo Draghi, annuncia che voterà la fiducia, contrariamente a quanto deciso dal Movimento 5 Stelle. Il 21 luglio, cinque giorni dopo, abbandona il M5S e passa ad Italia Viva di Matteo Renzi, dopo che il partito decide di non partecipare al voto di fiducia richiesto al Senato e che causa le dimissioni del governo.
Alle elezioni politiche anticipate del 2022 viene ricandidata alla Camera nel collegio uninominale Puglia - 09 (Lecce) per la lista elettorale Azione - Italia Viva, ottenendo il 4,84% dei voti e venendo sconfitta del candidato del centro-destra, in quota Fratelli d'Italia, Saverio Congedo (43,35%) e superata dai candidati del centro-sinistra, in quota Partito Democratico, Sebastiano Giuseppe Leo (25,69%) e del Movimento 5 Stelle Francesco Mandoi (21,99%) collocandosi in quarta posizione, rimanendo quindi esclusa dal Parlamento della XIX legislatura.